# Filicaleyrodes
Filicaleyrodes is een geslacht van halfvleugeligen (Hemiptera) uit de familie witte vliegen (Aleyrodidae), onderfamilie Aleyrodinae.
De wetenschappelijke naam van dit geslacht is voor het eerst geldig gepubliceerd door Takahashi in 1962. De typesoort is Filicaleyrodes bosseri.

## Soorten
Filicaleyrodes omvat de volgende soorten:
- Filicaleyrodes bosseri Takahashi, 1962
- Filicaleyrodes williamsi (Trehan, 1938)